# Sauðafell (berg i Island, Norðurland vestra, lat 65,11, long -19,70)
Sauðafell är ett berg i republiken Island. Det ligger i regionen Norðurland vestra, 150 km nordost om huvudstaden Reykjavík. Toppen på Sauðafell är 683 meter över havet, eller 136 meter över den omgivande terrängen. Bredden vid basen är 3,5 km.
Trakten runt Sauðafell är nära nog obefolkad, med mindre än två invånare per kvadratkilometer. Det finns inga samhällen i närheten. Trakten runt Sauðafell består i huvudsak av gräsmarker.